# Vernon (Floryda)
Vernon – miasto w Stanach Zjednoczonych, w stanie Floryda, w hrabstwie Washington.